# Временное национальное правительство (Венгрия)

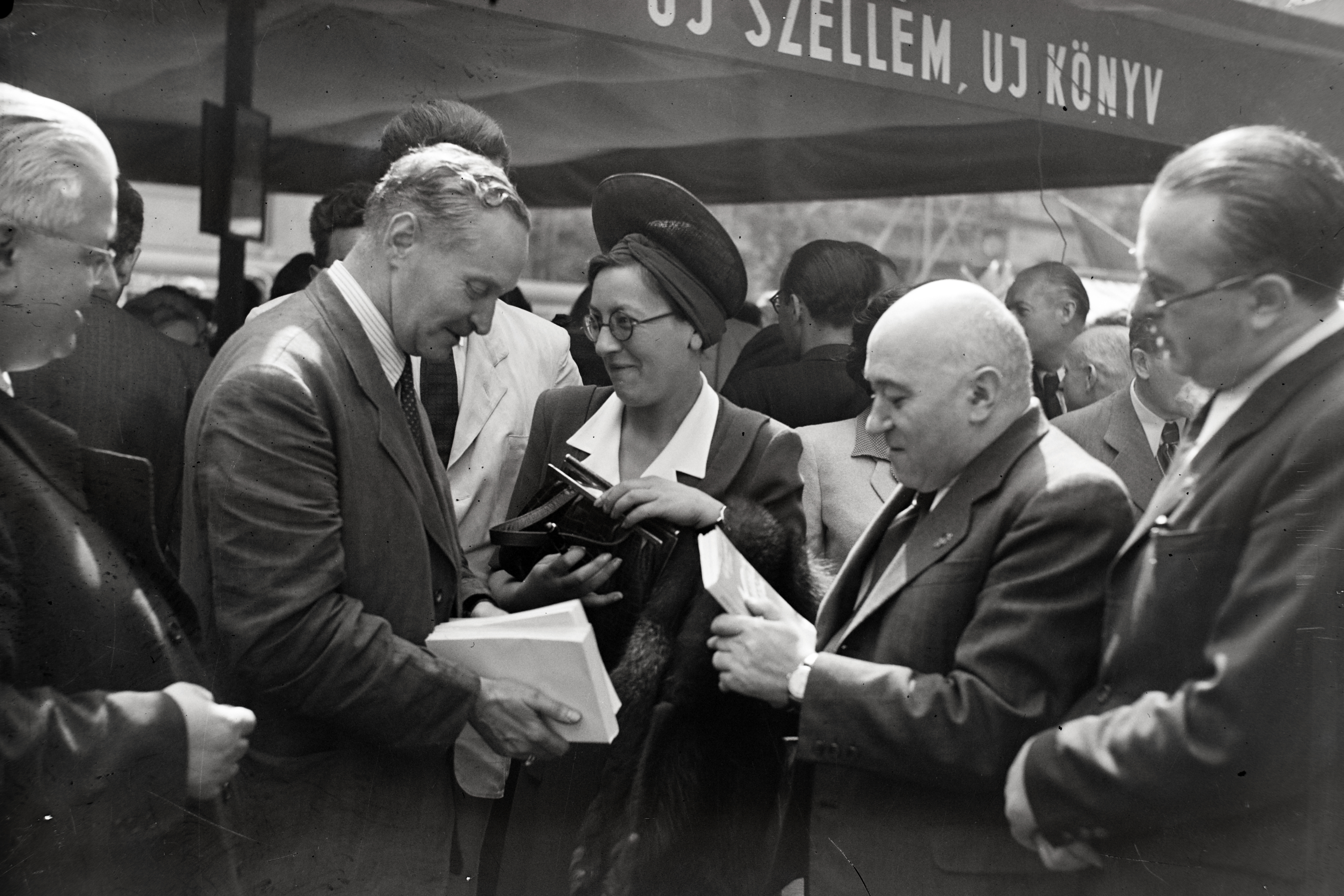
Июль 1945 года. Слева — Бела Миклош, глава Временного национального правительства. Напротив него — не входивший в его правительство Матьяш Ракоши, глава компартии и будущий сталинистский диктатор Венгрии

Временное национальное правительство (венг. Ideiglenes Nemzeti Kormány), также Дебреценское правительство (венг. Debreceni kormány) — временное правительство, созданное на сравнительно демократической основе в декабре 1944 года антифашистскими партиями Венгрии и перешедшими на сторону СССР хортистскими генералами на занятой Красной армией территории в качестве противовеса режиму Салаши — марионеточному фашистскому правительству на территории, оккупированной Третьим Рейхом. За сравнительно недолгий период своего существования правительство успело провести решительные меры: объявило Третьему Рейху войну и занялось созданием просоветских вооружённых формирований, подписало перемирие с Антигитлеровской коалицией и начало демонтаж хортистского режима с политических и социальных реформ, главной из которых стала радикальная земельная реформа, уничтожившая крупные помещичьи хозяйства, а также с учреждения Народных судов над фашистскими преступниками, в число которых входили как хортистские и салашистские функционеры, участвовавшие в агрессивных военных кампаниях, так и организаторы холокоста в Венгрии. В ноябре временное правительство сложило полномочия и провело выборы в новое правительство, которое упразднило Королевство Венгрия и объявило республику в Венгрии.

## Предыстория
В 1939 году хортистская Венгрия присоединилась к Антикоминтерновскому пакту. После вторжения Третьего Рейха в СССР 22 июня 1941 года хортистский режим присоединился к кампании не сразу. В рядах хортистов были свои антигерманские и даже антинацистские круги: например, один из премьер-министров при Хорти граф Пал Телеки был последовательным сторонником западных демократий и их враждебности к Гитлеру, при этом Телеки участвовал в аннексии Трансильвании по Второму Венскому арбитражу, что стало возможно именно благодаря союзу с Третьим Рейхом; в 1941 году Телеки застрелился в знак протеста против нарушения договора Венгрии и Королевства Югославии о вечной дружбе вторжением в Югославию Венгрии вместе с другими государствами Оси. Кроме того, Молотов предлагал, что в случае сохранения Венгрией нейтралитета в войне Третьего Рейха и СССР последний на послевоенной конференции будет поддерживать все венгерские требования в отношении Трансильвании. Сторонники участия во вторжении в СССР всё же одержали верх, и 23 июня Венгрия разорвала отношения с СССР, но премьер-министр Ласло Бардоши принадлежал к числу «осторожных» хортистов, недовольных тем, что Третий Рейх готовился ко вторжению без участия Венгрии, и тем, что Румынии и Финляндии за участие в войне были обещаны новые территории, в то время как Венгрия бы оказалась лишь вспомогательной силой и не приняла бы участия в разделе СССР, не имея гарантий Гитлера, потому эти круги и сам Бардоши считали нужным сохранять нейтралитет до тех пор, пока Гитлер официально не предложит принять участие во вторжении, и в таком случае ему можно было бы озвучить территориальные претензии. Но Гитлер, неофициально оказывая давление через своего представителя Гимера, дожидался «добровольного» вступления Венгрии в войну и до тех пор использовал её как плацдарм и источник сырья; промедление с присоединением ко вторжению могло привести Бардоши к отставке; поводом к участию Венгрии ко вторжению стало не предложение со стороны Гитлера, а бомбардировка Кошице.
С началом войны венгерская компартия занялась борьбой с хортистским государством: первые партизанские группы венгерских антифашистов появились во второй половине 1941 года. Однако характер массового движения, как антифашистское движение в Болгарии, где партизаны свергли дружественное Гитлеру правительство своими силами, венгерские партизаны-антифашисты не приняли. Наиболее успешно действовали в 1943–1945 годах партизанские отряды под командованием Дьюлы Усты в Закарпатье, Йожефа Фабри на словацко-венгерской границе, Шандора Ногради в районе Шалготарьяна. Партизан-коммунистов поддерживало советское руководство: некоторые руководители этих формирований или эти отряды забрасывались с территории СССР.
Советское руководство также рассматривало возможность создания антифашистского движения из военнопленных. В январе 1942 года состоялась первая антифашистская конференция венгерских военнопленных, на которой прозвучал призыв начать вооружённую борьбу против Хорти. В 1943 году изменивших присяге военнопленных из стран Оси стали использовать в крупных проектах: был сформирован Румынский национальный комитет и Национальный комитет «Свободная Германия»; из румынских военнопленных были созданы две дивизии РККА; немецким военнопленным и «Свободной Германии» сформировать свои дивизии не дали, но и члены «Свободной Германии» могли участвовать в боевых действиях на стороне РККА. Началась подготовка делегатов на съезд для создания Венгерского национального комитета, в число которых представители старшего и высшего офицерства не вошли: в отличие от германских и румынских старших офицеров и генералов, венгерские наотрез отказывались сотрудничать, в том числе и из-за враждебности организации лично Хорти и его режиму. В специальном сообщении заграничного бюро ЦК венгерской компартии отмечалось:

Военнопленные офицеры в своём подавляющем большинстве, а кадровые офицеры все без исключения, отказались выступать против Хорти <...> По их словам, Хорти и сам является противником немцев. Немцы убрали с дороги его сына, и он лишь под нажимом немцев включился в войну и уже старается из нее выйти.
Утверждения пленных офицеров не были полностью безосновательны: с 1943 года предпринимались многочисленные попытки выйти на контакт с представителями Великобритании и США и запросить об условиях такого сепаратного мира, который гарантировал бы неучастие РККА в оккупации страны силами Антигитлеровской коалиции; СССР предполагалось заведомо исключить из переговорного процесса. Несмотря на неэффективность переговоров, в которых для венгерской стороны были характерны нежелание идти на компромисс в отношении границ и рвать отношения с Третьим Рейхом и выполнять обязательства и попытки получить гарантии сохранения хортистского режима, угроза выхода Венгрии из войны к 1944 году стала реальной, что привело к аресту Хорти нацистами и государственному перевороту: было образовано марионеточное правительство во главе с ультраправым политиком Ференцем Салаши, называемое нилашистским, которое продолжило войну на стороне Третьего Рейха и усилило политику холокоста в Венгрии.
Таким образом, сам Хорти не смог эффективно вывести Венгрию из войны, а попытки создать движение перебежчиков-антифашистов, как в случае с немцами и румынами, не увенчалось успехом, так как венгерские военнопленные хранили верность Хорти. Однако оккупация Венгрии нацистами и последующее свержение ими Хорти и замены его режима на режим Салаши вызвали перелом в общественном сознании: весной 1944 года в Венгрии появились новые партизанские группы, а в среде пленных офицеров смещение Хорти преломило барьер верности лично ему, и в январе 1945 года советские политорганы фиксировали враждебные по отношению к немцам и нилашистскому правительству. Эти настроения привели к быстрому разложению венгерской армии: например, 28 декабря 1944 года добровольно сдались в плен более тысячи солдат дивизии «Святой Ласло». В ноябре 1944 года генерал-полковник Бела Миклош, который скоро будет избран руководителем Временного национального правительства, перешёл на сторону СССР и предложил создание венгерских частей РККА из военнопленных. Солдаты и офицеры стали вливаться в соединения, создаваемые по инициативе правительства Миклоша: таким образом, фактором перехода на сторону СССР стало создание альтернативного правительства.

## Деятельность

### Внешняя политика
В обращении Временного национального собрания Венгрии к венгерскому народу от 21 декабря 1944 года говорилось: «Нельзя безучастно смотреть, как советская армия одна освобождает нашу родину от немецкого ига. Мы по-настоящему заслужим права на свободу, на независимость лишь тогда, когда и сами активно всеми силами примем участие в собственном освобождении: встанем на священную борьбу с немецкими угнетателями за освобождение нашей родины!»; «Гонведы! Для вас нет иного приказа, кроме приказа нации! Временное национальное собрание от имени венгерской нации приказывает: поверните оружие против немецких угнетателей, помогайте Красной Армии — нашей освободительнице, присоединяйтесь к освободительной борьбе народа, к создаваемым новым национальным вооружённым силам!»
20 января правительство подписало перемирие с СССР, в котором обязалось сформировать и передать под командование Красной Армии 8 пехотных дивизий. Объявив набор добровольцев в свою армию, Временное национальное правительство рассчитывало на поддержку советского руководства и венгерских военнопленных, и ко дню подписания перемирия советский генштаб был готов передать венгерскому правительству 19 тыс. добровольцев из лагерей военнопленных. Однако процесс формирования венгерской армии затормозился: в изданной АН СССР работе утверждается, что формирование армии саботировали хортистские генералы. Формирование новой армии не было выгодно СССР и венгерской компартии: возрастание влияния хортистских генералов могло помешать планам по послевоенному переустройству Венгрии. Венгерские военнослужащие всё же участвовали в боях на стороне РККА, но крупных соединений правительство не имело.
27 декабря 1944 года советским командованием было принято решение о создании железнодорожно-строительного отряда из венгерских военнослужащих. В дальнейшем, в середине января 1945 года на базе отряда началось формирование 1-й железнодорожно-строительной бригады, которое было завершено в феврале 1945 года. В составе бригады насчитывалось 4388 человек личного состава, командиром бригады являлся капитан Габор Дендеш.
В боях за Будапешт совместно с советскими войсками принимали участие 18 отдельных рот венгерских добровольцев, большинство из которых находилось в подчинении 83-й морской стрелковой бригады. 11 февраля 1945 года на сторону советских войск перешли 300 солдат и офицеров 6-го пехотного полка венгерской армии, в числе которых были командир полка — подполковник Оскар Варихази и несколько штабных офицеров. Из венгерских рот, участвовавших в боях за Будапешт на стороне СССР, перешедших на сторону СССР в ходе боёв за Венгрию, был сформирован Будайский добровольческий полк, командиром которого стал Варихази. К моменту окончания боёв за Будапешт полк насчитывал 2534 военнослужащих. В боях за Буду полк потерял 600 человек. Общее число погибших венгерских военнослужащих на стороне СССР — около 900 человек.
В целом в январе-апреле 1945 года на 2-м Украинском фронте были созданы и действовали две (1-я и 3-я) венгерские железнодорожные бригады, а в начале мая 1945 года в состав 3-го Украинского фронта прибыли две (1-я и 6-я) венгерские дивизии. В боевых действиях на фронте 1-я и 6-я венгерские дивизии принять участие не успели, однако отдельные подразделения 6-й венгерской дивизии принимали участие в разоружении остаточных групп противника в Австрийских Альпах.